# Robert Charles Winthrop
Pour les articles homonymes, voir Winthrop.
Robert Charles Winthrop (12 novembre 1809, Boston - 16 novembre 1894, Boston), est un homme politique américain.

## Biographie
Fils de Thomas Lindall Winthrop (en) et descendant de John Winthrop, il suit ses études à la Boston Latin School, puis à l'Université Harvard.
En 1832, il épouse Elizabeth Cabot Blanchard, fille de Francis Blanchard et de Mary Ann Cabot.
Il est membre de la Massachusetts House of Representatives de 1835 à 1840, de la Chambre des représentants des États-Unis de 1840 à 1850, Président de la Chambre des représentants des États-Unis de 1847 à 1849, et membre du Sénat des États-Unis de 1850 à 1851.
Il est l'ancêtre de John Kerry. Il est enterré dans le cimetière de Mount Auburn à Cambridge au Massachusetts(p206).